# Antonio Salomone
Antonio Salomone (Avellino, 15 aprile 1803 – Napoli, 9 marzo 1872) è stato un arcivescovo cattolico italiano.

## Biografia
Era figlio di Vincenzo e da Giuseppina Catalano. Studiò al seminario di Avellino dove fu ordinato sacerdote. Successivamente fu chiamato a Napoli dove ricoprì diversi incarichi.
Il 20 gennaio 1845 papa Gregorio XVI lo nominò vescovo di Mazara del Vallo; ricevette l'ordinazione episcopale il 26 gennaio seguente nella chiesa dei Santi Domenico e Sisto a Roma dal cardinale Costantino Patrizi Naro, cardinale vicario di Roma, coconsacranti l'arcivescovo Giovanni Giuseppe Canali, vicegerente della diocesi di Roma, e Giovanni Battista Rosani, presidente della Pontificia accademia ecclesiastica.
Proprio a Mazara ebbe un ruolo fondamentale negli avvenimenti del 1848 quando si mise a capo del movimento rivoluzionario liberale, divenendo Presidente del comitato rivoluzionario e riuscendo a mitigare le tensioni tra le varie fazioni. Come vescovo si adoperò molto per riformare il seminario della città dove furono chiamati molti docenti di ispirazione liberale. Inoltre i corsi di retorica, grammatica e filosofia del seminario furono aperti a tutti.
Il 21 dicembre 1857 papa Pio IX lo elevò arcivescovo di Salerno. L'11 settembre 1860, dopo l'arrivo di Garibaldi, a causa di una manifestazione di protesta popolare, fu costretto a fuggire a Napoli, per poi essere esiliato a Roma fino al 7 settembre 1866.

## Genealogia episcopale
La genealogia episcopale è:
- Cardinale Scipione Rebiba
- Cardinale Giulio Antonio Santori
- Cardinale Girolamo Bernerio, O.P.
- Arcivescovo Galeazzo Sanvitale
- Cardinale Ludovico Ludovisi
- Cardinale Luigi Caetani
- Cardinale Ulderico Carpegna
- Cardinale Paluzzo Paluzzi Altieri degli Albertoni
- Papa Benedetto XIII
- Papa Benedetto XIV
- Papa Clemente XIII
- Cardinale Marcantonio Colonna
- Cardinale Giacinto Sigismondo Gerdil, B.
- Cardinale Giulio Maria della Somaglia
- Cardinale Carlo Odescalchi, S.I.
- Cardinale Costantino Patrizi Naro
- Arcivescovo Antonio Salomone